# Französischer Revolutionskalender/Y8
Dies ist der Französische Revolutionskalender für das Jahr VIII der Republik, das vom 23. September 1799 bis zum 22. September 1800 des gregorianischen Kalenders dauerte.